# Marek Ziętek
Marek Franciszek Ziętek (ur. 28 marca 1951 w Kłodzku) – polski stomatolog, specjalizujący się w protetyce i periodontologii, profesor nauk medycznych, rektor Uniwersytetu Medycznego im. Piastów Śląskich we Wrocławiu (2012–2019).

## Życiorys
W 1974 ukończył studia medyczne na Akademii Medycznej we Wrocławiu. Stopień doktora nauk medycznych uzyskał w 1980, habilitował się w 1991 na macierzystej uczelni na podstawie pracy pt. Aktywność granulocytów obojętnochłonnych w pomłodzieńczym zapaleniu przyzębia. W 1999 otrzymał tytuł naukowy profesora. Jako naukowiec zawodowo związany z Akademią Medyczną we Wrocławiu, przekształconą w 2012 w Uniwersytet Medyczny. W 2004 objął stanowisko profesora zwyczajnego.
Specjalizację zawodową drugiego stopnia z protetyki stomatologicznej uzyskał w 1979, a z periodontologii w 1995. Zajmuje się kwestiami dotyczącymi nieswoistej odporności w chorobach przyzębia, mechanizmów immunopatologicznych w chorobach przyzębia, oceny biomateriałów stosowanych w periodontologii, stanu przyzębia po przeszczepach nerek, schorzeń błony śluzowej jamy ustnej, wpływu środowiska na tkanki przyzębia, chirurgicznego leczenia periodontopatii. Jest autorem lub współautorem około 250 publikacji naukowych, w tym autor rozdziałów do kilku podręczników akademickich.
Jest twórcą i kierownikiem Zakładu Chorób Przyzębia i Błony Śluzowej Jamy Ustnej, przekształconego w 2000 w Katedrę i Zakład Periodontologii Akademii Medycznej we Wrocławiu. Ponadto był konsultantem krajowym z zakresu periodontologii (1996–2008), prezydentem Polskiego Towarzystwa Stomatologicznego w latach 2002–2010 oraz dziekanem Wydziału Lekarsko-Stomatologicznego (2000–2005). W 2005 został prorektorem AM ds. nauki. W 2010 powierzono mu pełnienie obowiązków rektora w związku z czasowym zawieszeniem Ryszarda Andrzejaka. Po konflikcie wewnętrznym we władzach rektorskich zrezygnował w 2011 z funkcji prorektora.
24 maja 2011 został wybrany na rektora Akademii Medycznej we Wrocławiu na kadencję upływającą 31 sierpnia 2012. 16 marca tego samego roku wybrany ponownie na to stanowisko na pełną kadencję na lata 2012–2016, a 29 stycznia 2016 uzyskał reelekcję na lata 2016–2020. Od 1 września 2014 przewodniczący Kolegium Rektorów Uczelni Wrocławia i Opola. W 2016 uzyskał reelekcję, na swój własny wniosek kadencję jednorazowo skrócono do roku. W czerwcu 2017 został wybrany ponownie na czteroletnią kadencję. W grudniu 2018 usłyszał zarzut działania na szkodę uczelni w sprawie prywatyzacji Data Techno Park Sp. z o.o., do którego się nie przyznał, i został przez prokuratora zawieszony w pełnionej funkcji. 15 marca kolejnego roku ten środek zapobiegawczy został uchylony, w związku z czym Marek Ziętek wrócił do wykonywania obowiązków. 27 sierpnia 2019 zrezygnował z pełnienia funkcji rektora.

## Odznaczenia i wyróżnienia
Odznaczony Krzyżem Kawalerskim Orderu Odrodzenia Polski (2001) i Srebrną Odznaką Honorową Wrocławia (2019).
Uhonorowany tytułem doktora honoris causa przez Narodowy Uniwersytet Medyczny w Tarnopolu (2012) oraz Lwowski Narodowy Uniwersytet Medyczny (2016).